# Puente de Hierro de Don Pablo Alzola
El puente de Hierro de Don Pablo Alzola es un puente ferroviario en desuso situado entre Baracaldo y Bilbao (Provincia de Vizcaya, España). Data de finales del siglo XIX, cuando se da un crecimiento sin precedentes de las poblaciones situadas a lo largo de la ría de Bilbao, como consecuencia de la gran demanda de mano de obra provocada, en primera instancia, por la explotación minera, y la posterior y rápida industrialización. A su lado se construyó, en 1907, la central térmica de Burceña.
Dentro de este contexto se proyectó la línea de ferrocarril Bilbao-Portugalete, destinada al transporte de pasajeros y mercancías, inaugurada en 1888. Esta línea debía salvar el río Cadagua, que separa los términos municipales de Bilbao y Baracaldo, y para ello se construyó un puente de hierro. La realización del mismo corresponde a Pablo de Alzola y Minondo, ingeniero de Caminos, Canales y Puertos, además de socio impulsor y copropietario de la empresa ferroviaria que construyó y explotó la línea. Fue asimismo promotor y/o proyectista de otras líneas y hombre público, llegando a ser alcalde de Bilbao y presidente de la Diputación de Vizcaya y director general de Obras Públicas.
Este puente, dispuesto de forma oblicua al río Cadagua, salva una luz de 65 metros, sin apoyos intermedios. Se componía de dos cajones paralelos (uno para cada sentido), aunque actualmente solo se mantiene uno, el situado aguas arriba. Se construyó por fases: primeramente los apoyos en cada orilla, que se realizaron en previsión de una doble vía; posteriormente se colocó uno de los cajones, de origen alemán; y finalmente se dispuso el otro cajón, de construcción local.
Cada cajón se compone de dos grandes vigas rectas paralelas, de 66,80 metros de largo y 5,40 metros de altura. Las vigas tienen forma de doble T, unidas por medio de una celosía en diagonal, de pletinas de sección rectangular. Se refuerzan por medio de montantes verticales, colocados cada 2, 94 metros. Las dos vigas se atan entre sí por medio de cruces de San Andrés superiores e inferiores. Para conformar el tablero se disponen, en la parte inferior, vigas trasversales de 0,50 metros de canto. Sobre el tablero discurren los travesaños de madera y los raíles del ferrocarril. Las uniones entre los distintos elementos de la estructura son por medio de roblones.
Por su parte, los machones que sirven de apoyos en cada orilla, están realizados en mampostería de cemento, que reposan sobre un macizo de hormigón hidráulico de 2,50 metros de altura, limitado por un encintado de pilotes y tablestacas. Los zócalos, frisos y cornisas son en piedra tallada, al igual que los esquinales que están tallados con forma de almohadillas.
Alzola proyectó y realizó también, pocos años antes, el puente de hierro de San Francisco en Bilbao, escribiendo sobre las decisiones que le habían llevado a las diferentes tipologías adoptadas y dando origen a una destacada polémica sobre la estética de las obras públicas.